# Nagari Taruang-Taruang (Rao)
Nagari Taruang-Taruang is een bestuurslaag in het regentschap Pasaman van de provincie West-Sumatra, Indonesië. Nagari Taruang-Taruang telt 16.030 inwoners (volkstelling 2010).